# أنيمل كروسينغ: وايلد ورلد
أنيمل كروسينغ: وايلد ورلد (بالإنجليزية: Animal Crossing: Wild World)‏ هي لعبة فيديو للمحاكاة الاجتماعية من تطوير ونشر نينتندو، والتي اصدرت على منصة نينتندو دي إس المحمولة يدوياً في اليابان وأمريكا الشمالية في أواخر 2005 وفي أوروبا في مارس 2006، وهي اللعبة الثانية في سلسلة « أنيمل كروسينغ ».